# Барнов, Василий Захарьевич
Василий Захарьевич Барнов (Барнови, настоящая фамилия — Барнавели; 3 июня 1856, село Кода — 4 ноября 1934, Тбилиси) — грузинский и советский писатель-классик и педагог.

## Биография
Родился в селе Кода (сейчас Нижняя Картлия Грузии) в состоятельной родовитой семье священника, проникнутой традициями феодальной старины. Получил образование в духовных семинариях Тбилиси и Москвы. Вернувшись на родину в 1882 году, преподавал грузинский язык и литературу в Сенаки, Телави и Тбилиси.
Будучи преподавателем словесности в Тбилисской духовной семинарии, ввёл специальные уроки по изучению грузинской литературы, начиная с фольклора. Специально для этого написал учебник «Уроки истории грузинской словесности» (1919). С этого учебника грузинская молодёжь со школьных парт знакомилась с примерами национального фольклора и овладевала историей родной словесности.
Вёл курс грузинской литературы в Тбилисской юнкерской школе.
Занимался журналистикой, изучал грузинский фольклор.

## Творчество
В грузинской литературе возродил жанр исторического романа.
Автор многих психологических исторических романов об истории Грузии, ставших значительным вкладом в грузинскую художественную литературу. Писал на грузинском языке.
В своих произведениях В. Барнов ставил себе целью форсировать в народе чувство протеста против национального и культурного угнетения Грузии царским режимом, идеализировал героический эпос, средневековых грузинских героев и романтику прошлого.
Отрицая трафареты художественной формы, автор пытался использовать новые технические приемы, основанные на своеобразных вариациях повествовательной речи. Его язык отличается богатой лексикой и своеобразным стилем, напоминающим ритмическую прозу, хотя и перегружен архаизмами, что делает его тяжелым и малодоступным для широких читательских кругов.
Его исторические романы «Заря Исани» (ისნის ცისკარი, 1901), «Мученическая любовь» (ტრფობა წამებული, 1918), «Померкший ореол», «Солнцеликая», «Великий Моурави» (1925), «Падение Армази» (1926), «Возмездие» (опубликован в 1938) наполнены глубоким патриотизмом и возвышенной любовью.
Автор реалистических и автобиографических рассказов и очерков о современной Грузии.

## Память

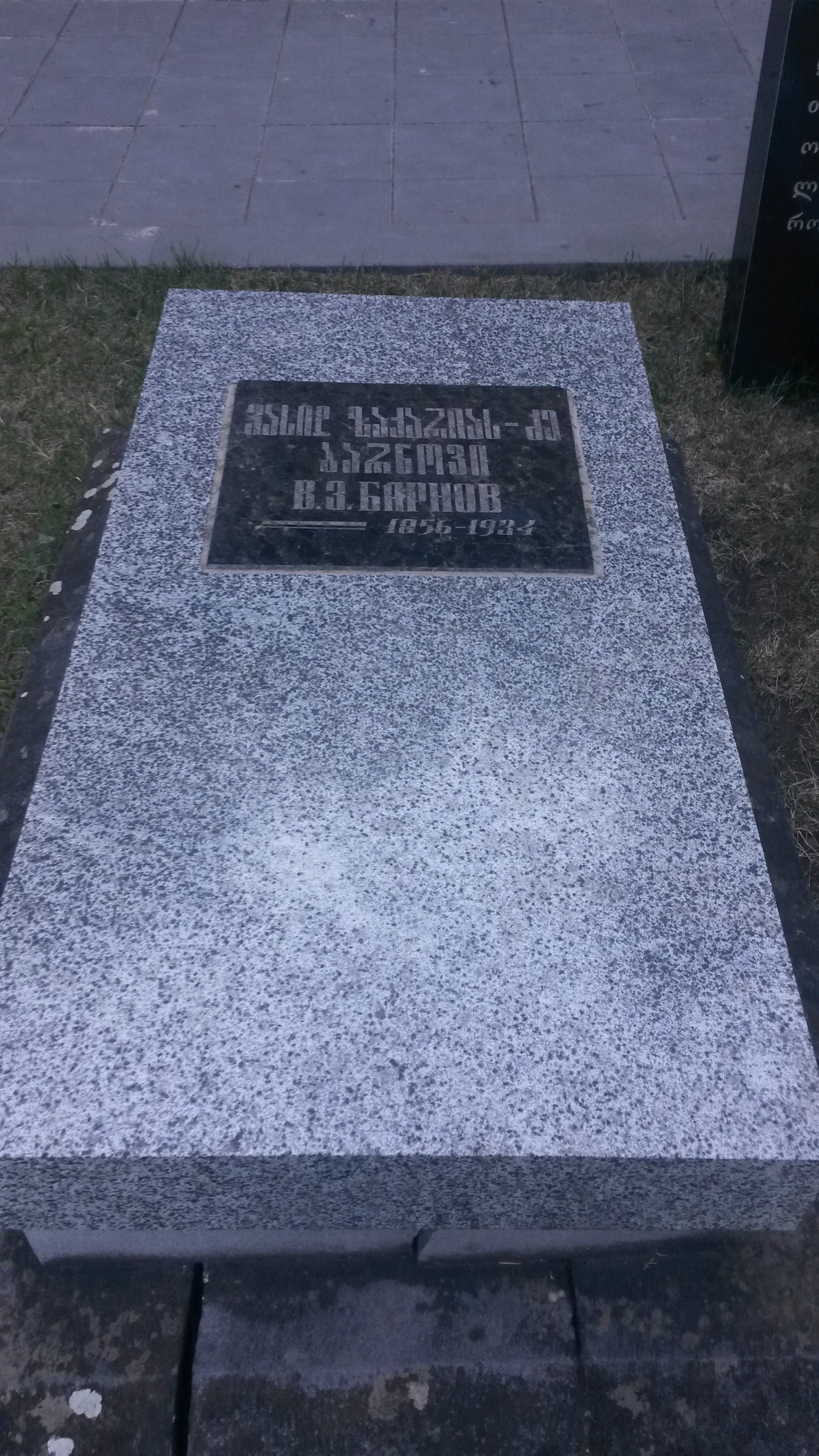
Могила Барнова

Похоронен на Мтацминдском пантеоне в Тбилиси.
Именем Барнова названа улица в Тбилиси (он жил на этой улице).

## Избранные произведения
- Дэви елового бора;
- Невеста Теберы;
- Кривая груша;
- Торжество змея;
- Токарь;
- Горе потерявшему тебя!;
- Кудрявое дерево;
- Археологическая находка;
- Чаевые;
- Мать;
- Рыцарский дух;
- Гордость цеха (1935);
- Собрание сочинений (1961).